# Welsh Mountain Zoo
De Welsh Mountain Zoo, is een dierentuin bij Colwyn Bay, Conwy County, Wales. De dierentuin is geopend op 18 mei 1963 door Robert Jackson. De dierentuin beslaat een gebied van 15 hectare.

## Ontwikkeling

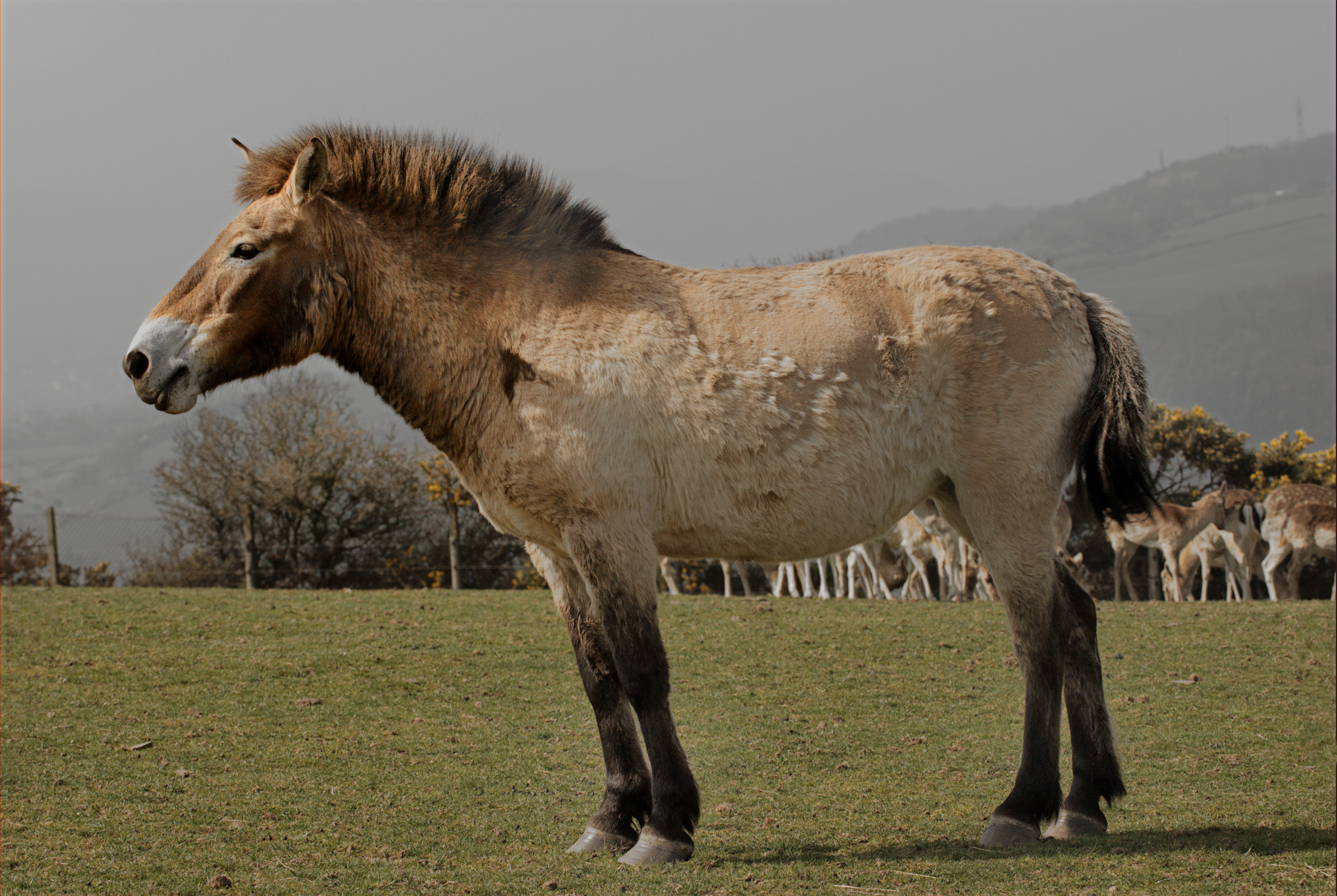
Przewalskipaard

Nadat de Zoological Society of Wales in 1983 was opgericht om de belangen en de werking van de dierentuin te beheren, leidde het ontwikkelingsprogramma tot de bouw van de volgende verblijven:
- 'Jungle Adventureland' (voltooid in 1986)
- Otterverblijf (1987)
- 'Chimpanzee World and Chimp Encounter' (1990)
- 'Children's Farm' (1990)
- 'Bear Falls' (1996)
- 'Golden Eagles' (1999)
- 'Sea Lion Rock '(2006)
- 'Condor Haven' (2007)
- 'Lemur Walkthrough' (2012)
- 'Red Pandas & Otters (Prytherch Himalayan Terraces)' (2013)
- 'Gibbon Heights' (2014)
- 'Wallaby Enclosure' (in aanbouw)

## Recente toevoegingen
In 2006 kwamen er margays en één paar sneeuwluipaarden en werd er voor het eerst in Wales een kameel gefokt. De caracara's zijn verplaatst naar de oude condorvolière.
Het volgende project van de dierentuin is de bouw van een nieuw Tropenhuis voor alligators en andere reptielen. Ze zijn in 2007 begonnen met de sloop van het oude schildpaddenhuis.

## Dieren

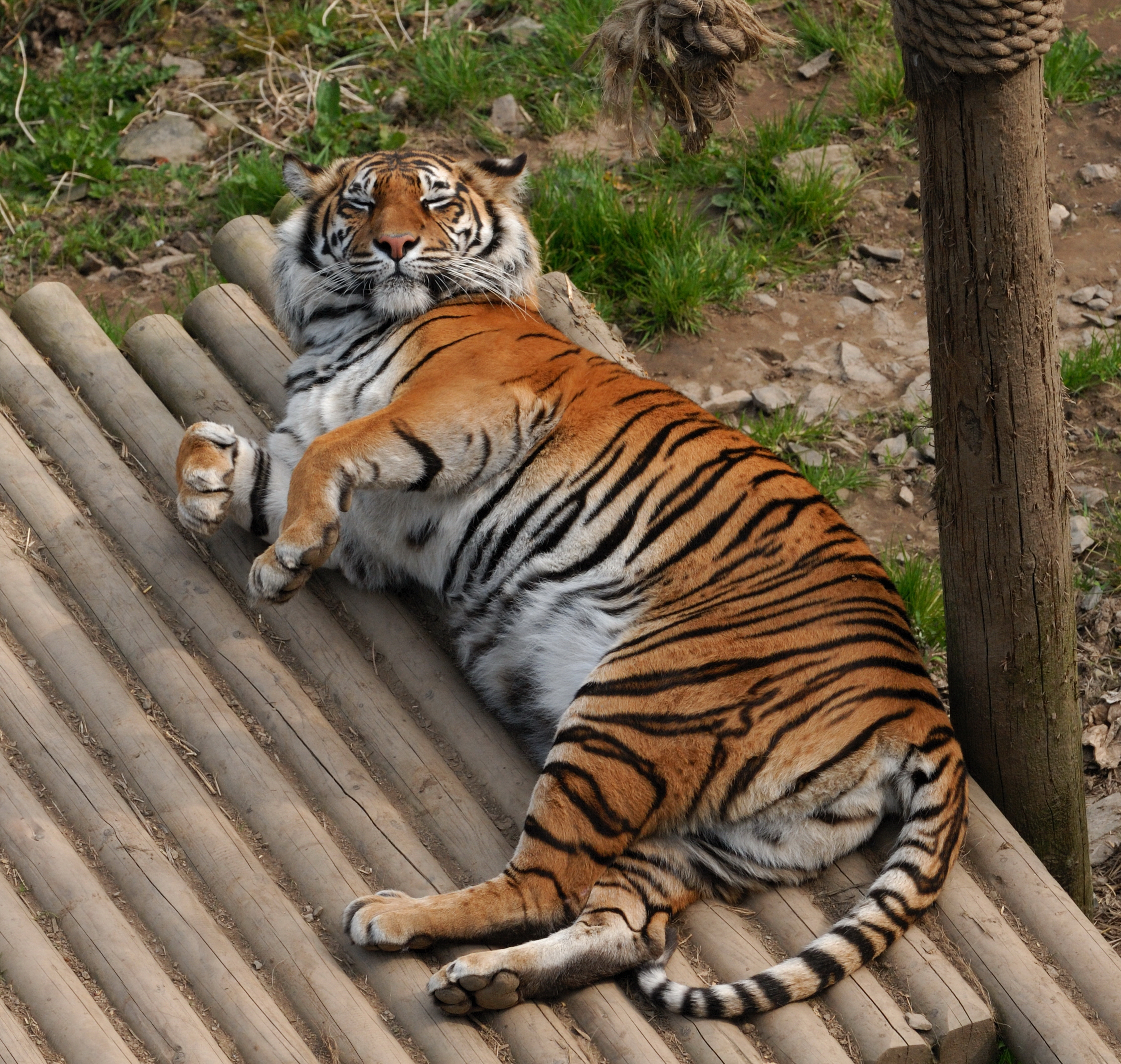
Sumatraanse tijger

### Zoogdieren
- Azara's agoeti
- Bennettwallaby
- Bosduivel
- Californische zeeleeuw
- Chimpansee
- Damhert
- Eekhoorn
- Eulemur rufifrons
- Europese bruine beer
- Welshe berggeit
- Gewoon stekelvarken
- Huiscavia
- Kameel
- Keizertamarin
- Kleine panda
- Kleinklauwotter
- Margay
- Pinchéaapje
- Przewalskipaard
- Ringstaartmaki
- Sneeuwpanter
- Stokstaartje
- Sumatraanse tijger
- Tam konijn
- Withandgibbon

### Vogels
- Andescondor
- Bergeend
- Blauwgele ara
- Blauwvoorhoofdamazone
- Chileense flamingo
- Driekleurige glansspreeuw
- Duiven
- Emoe
- Falklandcaracara
- Geelvleugelara
- Geelvoorhoofdamazone
- Grijze bananeneter
- Groenvleugelara
- Grote textorwever
- Humboldtpinguïn
- Jungle-maina
- Kalkoen
- Kip
- Kluut
- Krooneend
- Laplanduil
- Marmereend
- Nandoe
- Oranjevleugelamazone
- Pauwstaart
- Raaf
- Rode patrijs
- Roodbekwever
- Roodwangara
- Schuitbekreiger
- Shamalijster
- Struisvogel
- Tamme eend
- Wenkbrauwbuulbuul
- West-Indische fluiteend
- Woestijnbuizerd
- Zeearend
- Zwartmaskeribis

### Reptielen
- Amerikaanse alligator
- Bijtschildpad
- Boa constrictor
- Doornstaartagaam
- Griekse landschildpad
- Kolenbranderschildpad
- Koningspython
- Koningsslang
- Moorse landschildpad
- Pantergekko
- Panterschildpad
- Python bivittatus
- Ridderanolis
- Roodwangschildpad
- Terrapene carolina carolina

### Amfibieën
- Afrikaanse stierkikker
- Driekleurige gifkikker
- Phyllobates bicolor

### Ongewervelden
- Grote agaatslak
- Vogelspin